# صفط اللبن (المنيا)
قرية صفط اللبن  هي إحدي القرى التابعة لمركز المنيا بمحافظة المنيا في جمهورية مصر العربية. حسب إحصاءات سنة 2006، بلغ إجمالي السكان في صفط اللبن 13174 نسمة، منهم 6611 رجل و6563 امرأة.